# 晋州蘇氏
晋州蘇氏（チンジュソし、진주소씨）は、朝鮮の氏族の一つ。本貫は慶尚南道晋州市である。2015年の調査では、48,836人である（同系列の晋陽蘇氏は1,521人）。
紀元前4241年に中国の祝融が都にムクゲ（蘇）を植えたことから蘇氏が創られた。
紀元前209年に祝融の130代子孫の蘇伯孫が辰韓を建国し、蘇伯孫の29代子孫の蘇慶が新羅時代に上大等を任官し、晋州蘇氏を創始した。

## 集姓村
- 京畿道安城市元谷面外加川里
- 全羅北道高敞郡海里面松山里
- 全羅北道南原市徳果面晩島里
- 全羅北道南原市山東面釜節里
- 全羅北道南原市朱川面周川里
- 全羅北道益山市金馬面東古都里
- 全羅北道益山市金馬面西古都里
- 全羅北道益山市望城面漁梁里
- 全羅北道益山市王宮面鉢山里[2]